# Río Grande (departement)
Río Grande is een departement in de Argentijnse provincie Vuurland, Antarctica en Zuid-Atlantische eilanden. Het departement (Spaans:  departamento) heeft een oppervlakte van 12.181 km² en telt 55.131 inwoners. Het departement is gelegen op Vuurland.

## Plaatsen in departement Río Grande
- Paso San Sebastián
- Radman
- Río Grande
- Tolhuin

Río Grande · Ushuaia · Argentijns Antarctica * · Zuid-Atlantische eilanden *

De met * gemarkeerde departementen worden door Argentinië geclaimd maar behoren niet tot Argentinië.